# Glypta mcallisteri
Glypta mcallisteri là một loài tò vò trong họ Ichneumonidae.